# Hiroko Hakuta
Hiroko Hakuta (jap. 白田 博子, Hakuta Hiroko; * 20. September 1983 in Nagano, Präfektur Nagano) ist eine japanische Volleyballspielerin.

## Karriere
Hakuta besuchte die private Hachiōji-Jissen-Oberschule in der Präfektur Tokio, die eine Vielzahl an bekannten Volleyballspielerinnen wie Miyuki Kanō, Asako Tajimi, Yukiko Takahashi oder Nanae Takizawa hervorgebracht hat. Nach ihrem Schulabschluss spielte sie von 2002 bis 2006 bei den Kurobe AquaFairies. Anschließend legte sie eine zweijährige Pause ein. Von 2008 bis 2011 war die japanische Nationalspielerin für Ageo Medics aktiv. Anschließend wechselte die universal einsetzbare Akteurin zum deutschen Bundesligisten Schweriner SC. 2012 wurde Hakuta mit Schwerin Deutscher Meister.